# Le Masque
Le Masque is een Franse literaire collectie, gespecialiseerd in politieromans. De collectie werd opgericht in 1925 door Albert Pigasse en verschijnt sinds 1927 bij Librairie des Champs-Élysées. In de reeks verschenen al meer dan 2000 boeken.
De eerste roman die verscheen in de collectie was Le Meurtre de Roger Ackroyd (origineel The Murder of Roger Ackroyd) van Agatha Christie. De eerste boeken hadden een overwegende groene kaft; latere publicaties in de collectie kregen de karakteristieke gele kleur, met daarop het logo van de collectie, een masker met een pluim door het oog.
Enkele belangrijke auteurs waarvan veel romans bij Le Masque verschenen zijn Agatha Christie, Stanislas-André Steeman en Exbrayat. Sinds 1930 kent de collectie de literatuurprijs Prix du Roman d'Aventures toe aan een Franstalige of buitenlandse roman.